# Grimes (hudebnice)
Grimes, vlastním jménem Claire Boucher, (* 17. března 1988 Vancouver, Britská Kolumbie, Kanada) je kanadská umělkyně, hudebnice a režisérka hudebních videoklipů. Narodila se a vyrostla ve Vancouveru, ve kterém se seznámila s tamní undergroundovou elektronickou a industriální hudební scénou. Již během studia na McGill University v Montréalu začala nahrávat vlastní experimentální hudbu.
V roce 2010 vydala pod známkou Arbutus Records svoje debutové album, Geidi Primes, po kterém ve stejném roce následovalo album s názvem Halfaxa. Na konci roku 2011 oznámila, že podepsala smlouvu s vydavatelstvím 4AD Records, které spolu s Arbutus Records v roce 2012 vydalo její třetí album nazvané Visions. Album Visions uspělo u většiny hudebních kritiků a v deníku The New York Times bylo oslavováno jako „jedno z nejvíce impozantních alb roku“.
Hudba, kterou Grimes skládá je kritiky a žurnalisty oceňována pro svoji atypickou kombinaci hlasových prvků a také pro rozsáhlou škálu vlivů počínaje industriálem a elektronickou hudbou přes pop, hip hop, R&B, noise rock, až po středověkou hudbu.
V roce 2013 získala ocenění Webby Award pro Umělce roku. Ve stejném roce získala cenu Juno Award v kategorii Elektronické album roku.

## Životopis
Claire Boucher se narodila a vyrostla ve Vancouveru v Britské Kolumbii. Má québecké, ukrajinské a britské předky. Chodila na střední školu Lord Byng Secondary School a 11 let studovala balet. V 18 letech se přestěhovala do Montréalu kvůli studiu na McGill University, kde si zvolila ruskou literaturu a později neurologii za své hlavní obory. Během svých studiích začala nahrávat vlastní hudbu a vystupovala pod jménem Grimes. Nicméně, jakmile se stala Grimes více úspěšnější a jakmile začala Claire tento hudební projekt brát vážněji, stalo se to, že čím dál častěji chyběla na hodinách a účastnila se pouze testů a zkoušení, což vyústilo v napomenutí a pokuty ze strany univerzity a nakonec byla nucena studia na vysoké škole zanechat. Ještě v Montréalu se účastnila koncertů, které pořádali lokální experimentální umělci v Lab Synthèse, opuštěné textilní továrně. Její nevlastní bratr rapuje pod pseudonymem Jay Worthy; společně složili skladbu, „Christmas Song“, která se jako bonusová objevila na jejím albu Visions.
V roce 2009 Boucher a její tehdejší přítel pocházející z Tennessee postavili 6 metrový houseboat, který pojmenovali „Velvet Glove Cast in Iron,“ s úmyslem sjet řeku Mississippi z Minneapolis do New Orleans. Náklad obsahoval: kuřata, šicí stroj, 9 kilogramů brambor a věnovanou kopii knihy Dobrodružství Huckleberryho Finna od spisovatele Marka Twaina. Naneštěstí pro Grimes a jejího společníka, kuřata onemocněla virusem východní koňské encefalomyelitidy. Boucher a její přítel se po dobu výpravy nazývali „Varuschka“ a „Zelda Xox“. Kvůli problémům s motorem a chybějícím dokladům potřebných k vyplutí byla cesta zkrácena a houseboat a kuřata byla zabavena. Stravovali se hlavně bramborami.
Za své mimohudební vzory označila Wernera Herzoga, Andreje Tarkovského, Larse von Triera, Davida Lynche, Gaspara Noého, Gregga Arakiho, Hieronyma Bosche, Akiru, Ninja Scroll, knihy Pán prstenů, Duna, Harry Potter, Mistr a Markétka a Idiot.
Podle jejího osobního profilu na stránkách tumblr jsou jejími hrdiny Friedrich Nietzsche, Beth Gibbons, Genki Sudo, Lauryn Hill, Hajao Mijazaki, Marina Abramović, J. R. R. Tolkien, Frank Herbert, Beyoncé Knowles, Igor Stravinskij, Mariah Carey, Fjodor Michajlovič Dostojevskij, Andrej Tarkovskij, Ian MacKaye, Werner Herzog, André 3000, Hildegard von Bingen, Kanye West a Quentin Tarantino.
Boucher uvedla, že většinou jí pouze veganskou stravu.
Dne 5. května 2020 se Claire Boucher a jejímu příteli Elonu Muskovi narodil syn. Podle Muskova vyjádření na Twitteru dostal jméno X AE A-12 Musk. 

## Kariéra

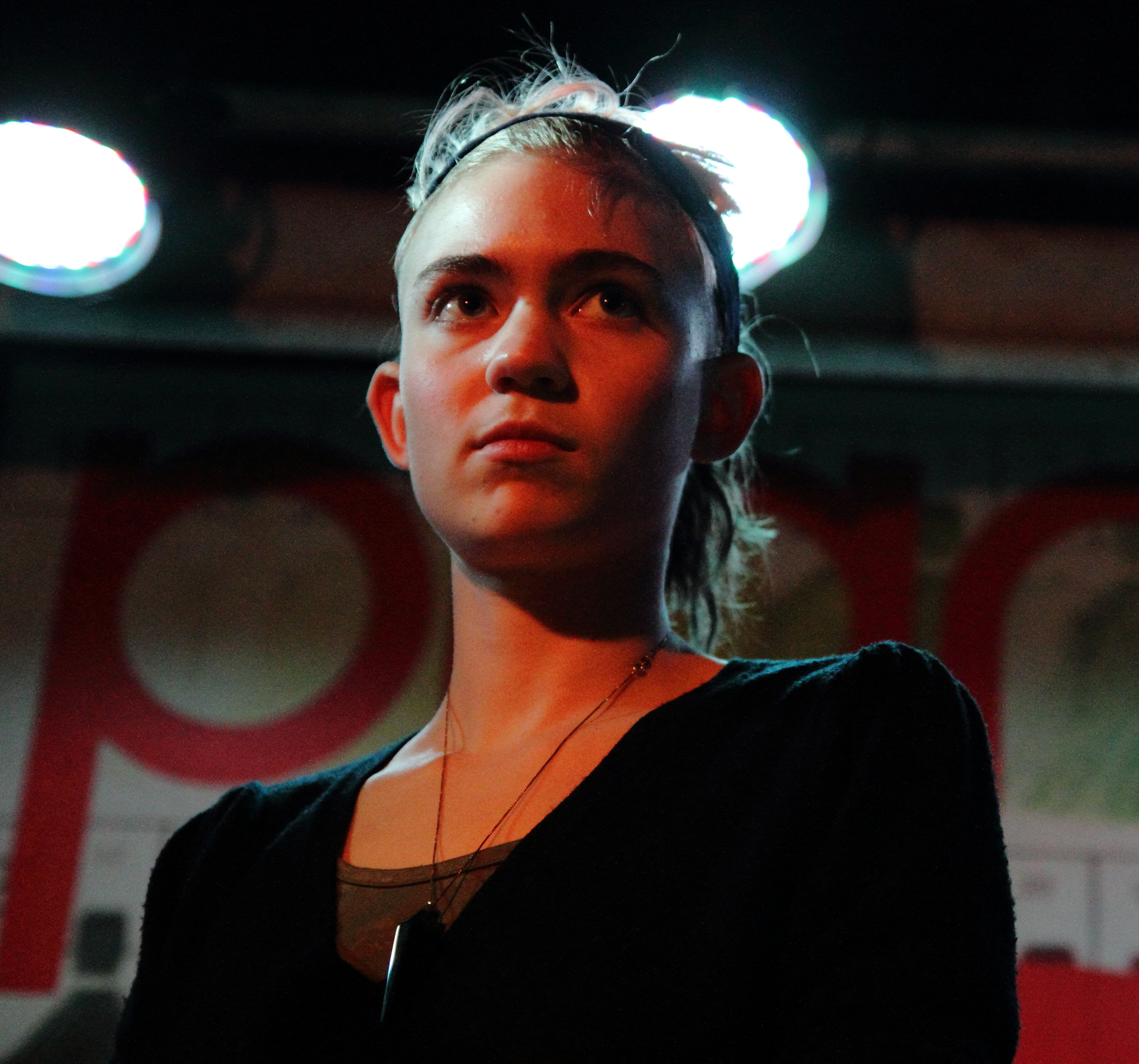
Grimes

Její debutové album, Geidi Primes, vyšlo na kazetě v roce 2010, pod vydavatelstvím Arbutus Records. Na konci téhož roku Grimes vydala své druhé album nazvané Halfaxa. V roce 2011 spolupracovala s umělcem d'Eonem na albu, které neslo jméno Darkbloom. Její pseudonym je referencí na Kena Grimese, naivního umělce nejvíce známého díky svým kresbám mimozemšťanů. V květnu roku 2011 předskakovala zpěvačce Lykke Li na jejím severoamerickém turné a v srpnu bylo její debutové album opět vydáno prostřednictvím vydavatelství No Pain in Pop Records, úplně poprvé na CD a vinylu. V roce 2011 spolupracovala se skupinou Majical Cloudz na jejich singlu „Dream World“ a dále také s DJ/producentem Blood Diamonds.
V lednu roku 2012 Grimes podepsala smlouvu s vydavatelstvím 4AD. Tento label posléze v únoru vydal její třetí studiové album, Visions, v USA a ostatních zemích a vydavatelství Arbutus jej vydalo v Kanadě. Pitchfork Media toto album zařadil do svého seznamu Nejlepší nové hudby roku 2012.
Grimes poté popsala svůj skladatelský proces jako „současně zábavný a komplikovaný, ale mám pocit, že ten fakt, že to bylo velmi těžké, byla část důvodu, proč to bylo vážně dobré, víte? Když se tak ohlížím zpátky, definitivně mám příjemné vzpomínky, i když si vybavuji, jak jsem tenkrát brečela a zároveň křičela něco v tom smyslu „Nesnáším úplně všechno!“ Album jsem nahrávala doma v Montréalu, což byl dobrý způsob tvorby." Album začala psát po strávení devíti dnech v izolaci: „[Po devíti dnech] nemáte žádnou stimulaci, takže vaše podvědomí se začíná plnit prázdnotou“, svěřila se Boucher. „Začala jsem se cítit jako kdybych vkládala svou duši. Byla jsem přesvědčena, že má hudba je darem od Boha. Bylo to, jako kdybych ihned věděla, co udělat příště, prostě, jako kdyby už byly všechny skladby předem napsány.“
V dubnu roku 2013 vystavila na svůj blog prohlášení o svých zkušenostech jako ženy, hudebnice v hudebním průmyslu oplývajícím sexismem a vyjádřila také své zklamání z častého nesprávného interpretování feministek jako těch, které jsou proti mužům.

## Hudební styl
Hudební styl Grimes lze jen velmi těžko definovat. V podstatě jde o různorodý mix hudebních stylů, který sama Grimes popisuje jako „ADHD hudbu“, která se mění a střídá velmi často a dramaticky - „Procházím velmi často různými fázemi.“ Její hudba je oblíbena mnohými umělci, zahrnujíce zpěvačky Björk a Enyu. Magazínem Tastemakers Magazine byla popsána jako „milované mimozemské dítě Aphex Twin a ABBY,“ zatímco deník The Guardian její hudbu shrnul větou: „Tím, že zní trochu jako všechno, co jste kdy slyšeli, nezní právě vůbec jako něco, co jste kdy slyšeli.“
Grimes se svěřila, že takzvané „prozření“ jak se tvoří hudba prožila ve svých 20 letech, to odstartovalo její tvůrčí proces. „Jednoho dne jsem jen tak poslouchala hudbu a najednou mi zčistajasna došel celý její koncept,“ sdělila. Dále řekla: „Trpím nervovým tikem. Když jsem byla ještě dítě, neustále jsem svou nohou klepala do věcí. A právě tvorba hudby je velmi dobrým mechanismem jak dát volnost mým perkusním potřebám, které odmala pociťuji. Většinou je to o tom najít ten správný rytmus; jen tak něco zkouším hrát až vytvořím určité tempo, které se mi líbí a pak už jde jen o vyplnění volného místa.“
Mezi její hlavní hudební nástroje patří klávesy a syntezátory, čas od času doplněné o bicí a příležitostně o kytarové party. Grimes využívá techniku loopingu a vrstvení hudby, zejména s vokály; mnoho jejích skladeb obsahuje přes 50 odlišných vokálových vrstev, které dohromady tvoří „nadpozemský“ zvuk.
Mezi své hudební vlivy cituje Grimes tyto muzikanty: Marilyn Manson, Skinny Puppy, Nine Inch Nails, Cocteau Twins, How to Dress Well, Swans, Dandi Wind, Beyoncé, Mariah Carey, Enya, TLC, Aphex Twin, Joy Division, Outkast, Nirvana, Jedi Mind Tricks, Dungeon Family, Drake, The Weeknd, dále K-popové, středověké a industriální umělce. Dokonce shledává losangeleskou striptérku/raperku Brooke Candy svojí „současnou múzou.“

## Diskografie

### Studiová alba
- Geidi Primes (2010, Arbutus Records; 2011, No Pain in Pop Records)
- Halfaxa (2010, Arbutus Records; 2011, Lo Recordings)
- Visions (2012, Arbutus Records a 4AD)
- Art Angels (2015)
- Miss Anthropocene (2020)

### Spolupráce
- Darkbloom, split album s d'Eonem (2011, Arbutus Records a Hippos in Tanks)

### Hudební videa
- „Crystal Ball“ (2011, režie Tim Kelly)
- „Vanessa“ (2011, režie Claire Boucher)
- „Oblivion“ (2012, režie Emily Kai Bock)
- „Nightmusic“ (2012, režie John Londono)
- „Genesis“ (2012, režie Claire Boucher)
- „Go“ (2014, režie Roco-Prime)
- „Realiti“ (2015, režie Grimes)
- „Flesh without Blood“ / „Life in the Vivid Dream“ (2015, režie Grimes)
- „Kill V. Maim“ (2016, režie Grimes a Mac Boucher)
- „We Appreciate Power“ (2018, režie Grimes)